# Scleroprocta
Scleroprocta es un género de dípteros nematóceros perteneciente a la familia Limoniidae. Se distribuye por Norteamérica, Europa & Asia.

## Especies
- Contiene las siguientes especies:
- S. acifurca Savchenko, 1979
- S. apicalis (Alexander, 1911)
- S. balcanica Stary, 1976
- S. cinctifer (Alexander, 1919)
- S. hexacantha (Alexander, 1970)
- S. innocens (Osten Sacken, 1869)
- S. krzeminskii Stary, 2008
- S. latiprocta Savchenko, 1973
- S. oosterbroeki Stary, 2008
- S. pentagonalis (Loew, 1873)
- S. slaviki Stary, 2008
- S. sororcula (Zetterstedt, 1851)
- S. tetonica (Alexander, 1945)